# Emili Guanyavents
Emili Guanyavents i Jané (Barcelona, 31 de agosto de 1860-27 de junio de 1941) fue un poeta y traductor español en lengua catalana.

## Biografía
Trabajó como tipógrafo y corrector de imprenta en la revista L'Avenç y en el Instituto de Estudios Catalanes. También colaboró con publicaciones como Diari Catalá y La Tramontana. En su obra poética aunó influencias simbolistas, parnasianas y de autores como Apeles Mestres, Bécquer, Campoamor y Maeterlinck, en obras como Alades (1897) y Voliaines (1903). En 1910 publicó Trasplantades, una selección de traducciones de poetas franceses del Romanticismo, el parnasianismo y el simbolismo.
Algunos de sus cantos e himnos fueron musicalizados y tuvieron gran éxito en el movimiento orfeonístico de la época. Fue el autor de la letra actual del himno oficial de Cataluña, Els segadors (1899).
Estuvo vinculado al catalanismo y, en 1880, participó en el Primer Congreso Catalanista. También militó en el anarcosindicalismo y participó en el congreso constituyente de la Federación Regional del Trabajo de España (1881). En 1885 participó también en el Primer Certamen Socialista celebrado en Reus.